# フェリックス・フランクファーター
フェリックス・フランクファーター（Felix Frankfurter、1882年11月15日 - 1965年2月22日）は、ウィーン出身のアメリカの法学者。フェーリクス・フランクフルターとも表記される。
立法部の判断を尊重する、司法抑制の立場を取った。
全国戦時労働委員会、全国戦時労働政策委員会 (War Labor Policies Board)でのフランクファーターの貢献により八時間労働制の普及に一定の成果が出た。

## 経歴
オーストリアのウィーンでユダヤ系の家庭に生まれる。1894年に家族でアメリカ合衆国に移住。ニューヨーク市マンハッタンのロウアー・イースト・サイドで育つ。
ニューヨーク市立大学シティカレッジ卒業後、ニュー・ヨーク市の公共賃貸住宅部門で働き、ロー・スクール進学のための学費を稼いだ。カレッジ卒業からほどなくしてハーバード・ロー・スクールに入学。ハーバード修了後、民間で短期間働いた後、ヘンリー・スティムソンのもとで assistant U.S. attorney として従事。
1914年からハーバード・ロー・スクール教授、フランクリン・ルーズヴェルトの任命により1939年から1962年までアメリカ合衆国連邦最高裁判所陪席判事を務めた。
著名な教え子に、第二次世界大戦の早期終結には原爆投下が必要だったと論じたアメリカ合衆国の政府顧問ハーバート・ファイスがいる。